# Salinas da Fonte da Bica
Die Saline Salinas da Fonte de Bica, auch bekannt unter dem Namen Marinhas de Sal de Rio Maior, wird seit dem 12. Jahrhundert betrieben und gehört zu den wenigen portugiesischen Salinen, die Salz aus einer Solequelle und nicht aus Meerwasser gewinnen.

## Lage
Die Saline liegt ca. 3 km nördlich von Rio Maior in der gleichnamigen Gemeinde (portugiesisch Freguesia) und dem gleichnamigen Kreis (portugiesisch Concelho) Rio Maior ungefähr 25 km nordwestlich der Distrikthauptstadt Santarém.
Sie liegt innerhalb des südwestlichen Ausläufers der Serras de Aires e Candeeiros zwischen zwei Hügelketten etwa 30 km vom Atlantik entfernt. Geologisch wird die Region zum Estremenho–Kalksteinmassiv (portugiesisch Maciço Calcário Estremenho) gezählt.

## Geschichte
Der Legende nach wurde der Ort von einem jungen Mädchen entdeckt, dass beim Hüten einer Viehherde aus der Quelle trank. Nachdem sie ihren Eltern von dem unangenehmen Geschmack des Wassers erzählte, machten sich diese und die übrigen Bewohner des Dorfes auf und vertieften die Quelle zu einem Brunnen und begannen mit der Salzgewinnung.
Die erste schriftliche Nachricht stammt aus dem Jahr 1177. Die Urkunde bezieht sich auf den Verkauf einiger Salzbecken von Pero D'Aragão (Baragão) und seiner Frau Sancha Soares an den Templerorden. Da der Kauf in den Zeitraum unmittelbar nach der Reconquista dieser Region fällt, wird z. T. vermutet, dass die Solequelle auch schon in arabischer oder sogar bereits in römischer Zeit genutzt wurde.
Die große Bedeutung der Saline belegt ein Dokument aus dem 15. Jahrhundert, in dem König Alfons V. (Portugal) (portugiesisch D. Alfonso V) selbst als Eigentümer von fünf der Becken aufgeführt wird. Ob die Krone diese Becken erworben hat oder sie im Zuge der Besitzübergabe des Templerordens an den Christusorden im Besitz des Königshauses blieben ist bisher nicht zu klären.
Im 17. Jahrhundert – zur Regierungszeit von Johann IV. (Portugal) (portugiesisch João IV) – ist der Verkauf von Salzbecken aus königlichem Besitz an den Conde de Vimioso belegt. Die Theorie, dass die Saline seit dem Besitzübergang vom Templerorden an die Krone 1312 vollständig im Besitz des Königshauses verblieb und erst durch Mitglieder des Hauses Braganza veräußert wurde, ist aufgrund der ungenügenden Quellenlage nicht zu verifizieren.
1979 schlossen sich die Eigentümer der Salzbecken zur Landwirtschaftlichen Genossenschaft der Salzproduzenten von Rio Maior zusammen (portugiesisch Cooperativa Agrícola dos Produtores de Sal de Rio Maior), um sich bei der kommerziellen Gewinnung und Vermarktung zu unterstützen.
1986 wurde das Wasserspeichersystem erneuert und die geförderte Sohle wird seitdem über moderne PVC-Rohre auf die einzelnen Solebecken verteilt.
1997 wurde die Saline als Imóvel de Interesse Público eingetragen und geschützt. Die Salzproduktion wird seitdem unter Berücksichtigung von Denkmalschutzauflagen weitergeführt.
Die Salinen und das zugehörige Dorf haben sich heute zu einem touristischen Anziehungspunkt entwickelt, an dem die Salzprodukte direkt vor Ort vermarktet werden.

## Saline

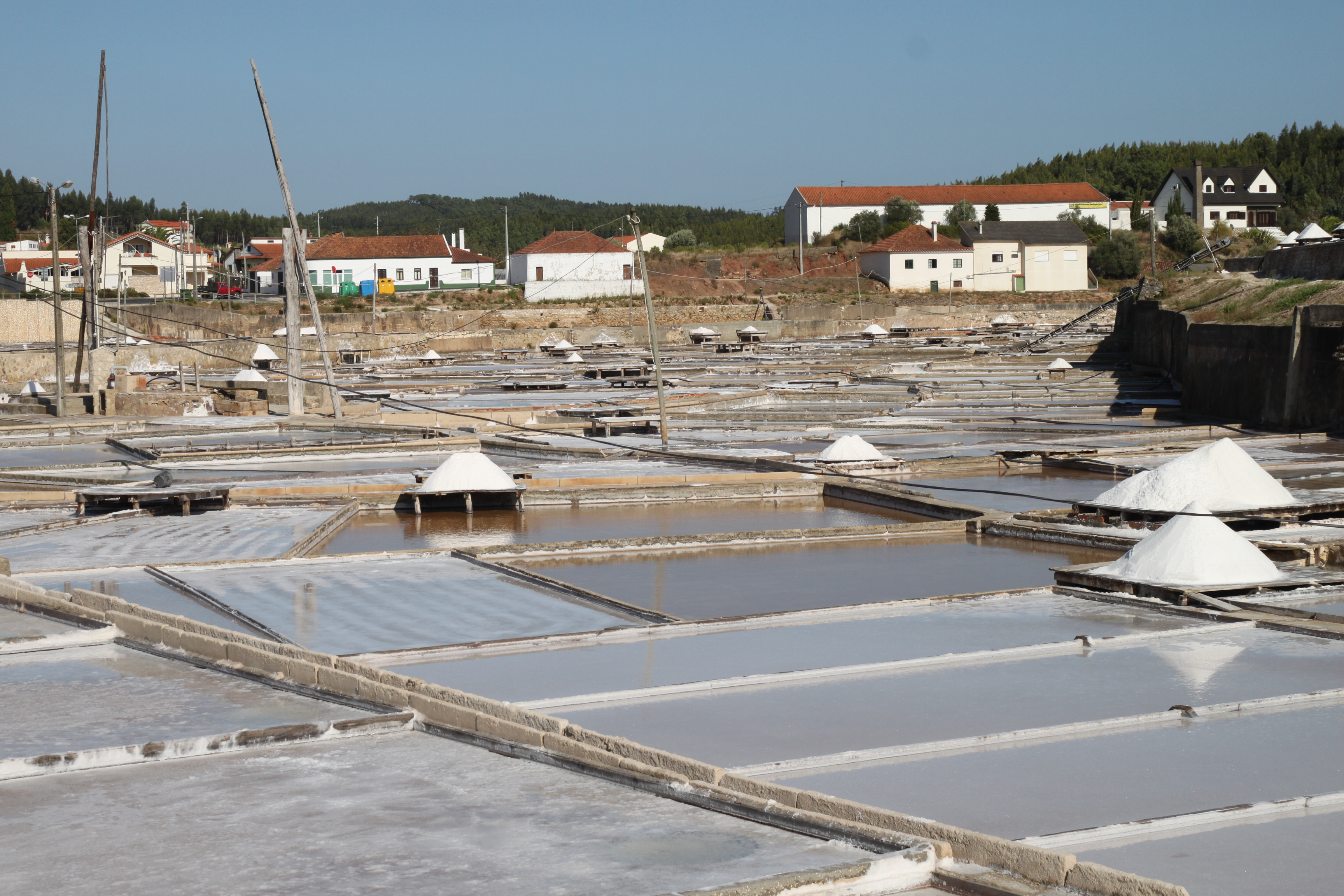
Salinas da Fonte da Bica.

Der geschützte Bereich der Saline umfasst neben dem eigentlichen Solebrunnen, die Solebecken, die sich über eine Fläche von etwa 22000 m² erstrecken, und das Dorf der Salzarbeiter.

### Solebrunnen
Die Solequelle wurde der Legende nach bereits unmittelbar nach ihrer Entdeckung zu einem Brunnen vertieft. Der heutige Brunnen erreicht bei einem Durchmesser von rund 3,75 m eine Tiefe von 9 Metern. Bis in die 1980er Jahre wurde die Sole manuell mit zwei Schwingbäumen (portugiesisch picotas oder cegonhas) gefördert, die in dieser Form auf arabische Vorbilder zurückgeführt werden.
Heute sind sie durch eine Motorpumpe ersetzt.
Die Quelle wird durch einen der vielen unterirdischen Wasserläufe gespeist, die durch das Kalksteinmassiv und eine im frühen Jura (Hettangium) entstandene Salzlagerstätte verlaufen, die Salze lösen und hier an die Oberfläche treten.
Mit einem Salzgehalt von etwa 220 Gramm pro Liter ist die Sohle rund siebenmal salziger als Meerwasser.

### Solebecken
Um den Solebrunnen verteilen sich die etwa 470 rechteckigen und trapezförmigen Solebecken der Saline. 70 größere Becken dienen als Reservoir für die geförderte Sohle, bevor sie auf die rund 400 kleineren Becken verteilt wird.
Die Becken haben eine durchschnittliche Größe von 7 × 5 m und sind aus Stein oder neuerdings auch Zement gefertigt. In der Mitte der Becken befindet sich eine Vertiefung, in der sich Verunreinigungen der Sohle während des Verdunstungsprozesses ablagern können. Ergänzt werden die Becken durch ein ca. 1,5 m tiefes Becken am Rand, das als Reservoir für die Sole dient.
Ursprünglich waren die Becken durch mit Holzbrettern eingefasste Stege – Kakerlaken (portugiesisch baratas) genannt – voneinander getrennt, heute finden auch Ziegel und Steine Verwendung. In einer Ecke des Beckens findet man häufiger eine rechteckige, hölzerne Plattform, die auf vier Holzpfosten ruht. Diese kleinen Plattformen dienen der Bleiche und der Trocknung des Salzes, das aus einem oder mehreren angrenzenden Becken gewonnen wurde, bevor es in die Lagerhallen des angrenzenden Dorfes verbracht wird.

### Dorf

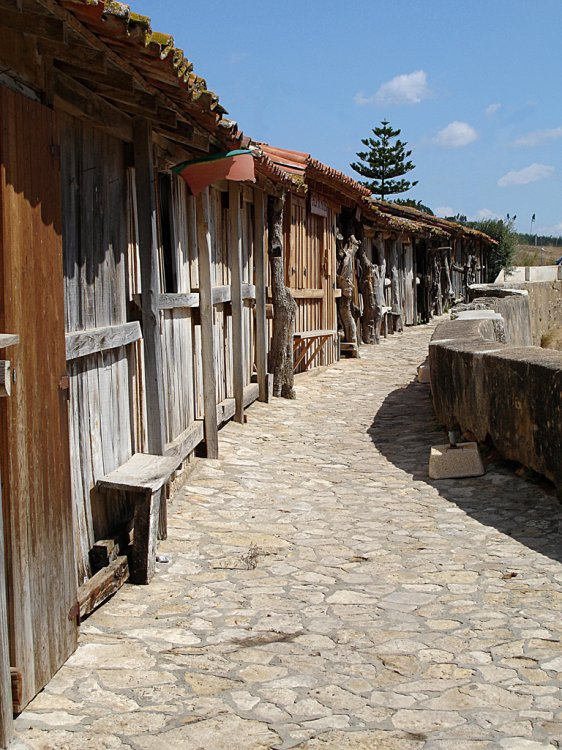
Salinas da Fonte da Bica. Die Siedlung.

Das nordwestlich und westlich der Salzbecken gelegene Dorf besteht aus einfach gehaltenen Wohn- und Lagerhäusern mit rechteckigem Grundriss. Die Gebäude sind vollständig aus Holz errichtet und eingerichtet. Selbst die Türschlösser sind aus Holz gefertigt, um der Korrosion durch das Salz vorzubeugen. In einigen dieser typischen Holzhäuser befinden sich heute Kunsthandwerksläden, Cafés und Restaurants, der überwiegende Teil wird allerdings zur Vermarktung der lokalen Salzprodukte genutzt.

### Salzgewinnung
Die Saline wird nicht ganzjährig, sondern nur im Zeitraum von Mai bis September betrieben.
Zu Beginn des Betriebsjahres wird unter den 84 Eigentümern der Saline ein Eigentümer ernannt, der für den Betrieb und die Instandhaltung der Anlage verantwortlich ist. In früheren Zeiten gehörte zu dessen Aufgabe unter anderem der ununterbrochene Betrieb der beiden Ziehbrunnen – eine anstrengende und vor allem während der Nacht nicht ungefährliche Arbeit. Im Gegenzug erhält der Eigentümer von den übrigen Salineneigentümern einen bestimmten Anteil des Salzes als Gegenleistung.
Nach der Füllung der Becken mit Sole kann normalerweise nach sieben Tagen mit der Ernte begonnen werden, bei sehr günstigen Wetterbedingungen im Hochsommer kann sich die Zeit auf 24 Stunden verkürzen.
Die Salzarbeiter (portugiesisch marinheiros) schöpfen das Salz mit hölzernen Rechen aus den Becken ab und lassen es auf ebenfalls hölzernen Plattformen trocknen und bleichen. Diese charakteristischen „Salzpyramiden“ sind heute in das Wappen von Rio Maior übernommen worden. Nach der Trocknung und Bleiche wird das Salz in die angrenzenden Lagerhäuser transportiert, gebrochen, gereinigt und für den Verkauf weiterverarbeitet.

## Sal de Rio Maior
In der Saline werden sowohl die Salzblume (Flor de Sal) als auch das Salz gewonnen und unter den seit 2025 geschützten Ursprungsbezeichnungen „Sal de Rio Maior“ und „Flor de Sal de Rio Maior“ vermarktet.
Sobald die Sole in den Erntebecken die erforderliche Sättigung erreicht hat, entsteht an der Wasseroberfläche ein dünner Film aus kleinen, blattförmigen Kristallen. Sie bilden das „Flor de Sal de Rio Maior“.
Das abgeschöpfte und getrocknete Salz bildet das „Sal de Rio Maior“. Es ist weiß, glänzend und hat einen charakteristischen Salzgeschmack. Das Salz wird in seiner natürlichen Kristallform oder gemahlen angeboten.
„Sal de Rio Maior“ und „Flor de Sal de Rio Maior“ haben dieselbe chemische Zusammensetzung und bestehen zu 97–99 % aus Natriumchlorid, zu weniger als 0,02 % aus Magnesium und zu weniger als 0,1 mg/kg aus Selen. Die Kristalle haben eine Größe von 1 bis 4 mm und einen Feuchtigkeitsgehalt von maximal 4 %.
Beide Produkte werden auch mit Gewürz- und/oder Kräutermischungen aromatisiert vermarktet. Alle Produktionsschritte müssen im Herkunftsgebiet erfolgen. Unabhängig von der sonstigen Aufmachung muss das Etikett die Angabe „ ‚Sal de Rio Maior‘ – DOP“ bzw. „‚Flor de Sal de Rio Maior‘ (DOP)“ enthalten.